# You Can’t Hold My Heart
«You Can’t Hold My Heart» (с англ. — «Ты не можешь удержать моё сердце») — английская песня южнокорейского хип-хоп бойз-бэнда Monsta X, вышедшая 14 февраля 2020 года на лейбле Epic Records. Композиция вошла в трек-лист альбома All About Luv.

## Выход и продвижение
6 февраля 2020 года вышел трек-лист для первого англоязычного альбома All About Luv, куда вошел сам трек. 27 февраля выходит видео со словами трека, а 17 апреля экранизация в виде клипа.
20 февраля группа с синглом выступила на Today with Hoda & Jenna, а 17 марта на The Kelly Clarkson Show.

## Видеоклип
17 апреля 2020 года вышла экранизация в виде клипа. Действие музыкального видео происходит в ярко-красном кубе, а шесть участников группы ходят по потолку вверх ногами, из их груди испускается облачный дым, цвет которого соответствует одежде участников группы.

## Отзывы

### Отзывы в специализированных музыкальных изданиях
Раиса Бурнер в обзоре для журнала Time назвала жанр трека «эмо-поп-рок» и отметила гитарное сопровождение, а исполнение назвала «сладким, солёным» с намеками на рок. Руби С, рецензент NME пишет, что «задумчивость трека ощущается не только в текстах, но и в инструментальной композиции». Даниэль Хед в своей статье для MTV считает, что в треке поётся о том, как нужно отпустить «ядовитую» любовь.

### Собственное мнение исполнителей
Чжухон, участник Monsta X в интервью Billboard сказал, «трек показывает, что не всякая любовь длится вечно».

## Коммерческий успех
«You Can’t Hold My Heart» дебютировал на 40 месте в Mainstream Top 40. В Forbes назвали трек хитом, который будет играть на поп-радио в США, но второстепенным и кратковременным.